# Gaddo di Zanobi Gaddi
Gaddo di Zanobi Gaddi, född omkring 1250, död omkring 1330, var en italiensk konstnär. Han var far till Taddeo Gaddi.
Gaddo di Zanobi Gaddo kom från Florens. I Rom utförde han mosaikarbeten för påven Clemens V.